# Synaptophyllum
Genre
Classification phylogénétique
Synaptophyllum N.E.Br. est un genre de plante de la famille des Aizoaceae.
Synaptophyllum N.E.Br., in Gard. Chron., ser. 3, 78: 412 (1925), in clave
Type : Synaptophyllum juttae (Dinter & A.Berger) N.E.Br. [in Gard. Chron., ser. 3, 84: 254 (1928)] (Mesembryanthemum juttae Dinter & A.Berger) ; Lectotypus [Phillips, Gen. S. Africian Fl. Pl. ed. 2: 322 (1951)]

## Liste des espèces
- Synaptophyllum juttae (Dinter & A.Berger) N.E.Br.
- Synaptophyllum sladenianum N.E.Br.